# Peter Vonhof
Peter Vonhof (Berlín, 15 de enero de 1949) es un deportista alemán que compitió para la RFA en ciclismo en la modalidad de pista, especialista en la prueba de persecución por equipos.
Participó en dos Juegos Olímpicos de Verano, obteniendo en cada edición una medalla de oro en la prueba de persecución por equipos, en Múnich 1972 haciendo equipo con Jürgen Colombo, Günter Haritz, Udo Hempel y Günther Schumacher, y en Montreal 1976 con Gregor Braun, Hans Lutz y Günther Schumacher.
Ganó seis medallas en el Campeonato Mundial de Ciclismo en Pista entre los años 1970 y 1977.

## Medallero internacional
| Juegos Olímpicos   | Juegos Olímpicos          | Juegos Olímpicos  | Juegos Olímpicos            |
| Año                | Lugar                     | Medalla           | Competición                 |
| ------------------ | ------------------------- | ----------------- | --------------------------- |
| 1972               | Múnich (RFA)              | Medalla de oro    | Persecución por equipos     |
| 1976               | Montreal (Canadá)         | Medalla de oro    | Persecución por equipos     |
| Campeonato Mundial |                           |                   |                             |
| Año                | Lugar                     | Medalla           | Competición                 |
| 1970               | Leicester (Reino Unido)   | Medalla de oro    | Persecución por equipos (A) |
| 1971               | Varese (Italia)           | Medalla de bronce | Persecución por equipos (A) |
| 1973               | San Sebastián (España)    | Medalla de oro    | Persecución por equipos (A) |
| 1974               | Montreal (Canadá)         | Medalla de oro    | Persecución por equipos (A) |
| 1975               | Rocourt (Bélgica)         | Medalla de oro    | Persecución por equipos (A) |
| 1977               | San Cristóbal (Venezuela) | Medalla de plata  | Persecución por equipos (A) |